# Jaehyun
Jung Yoon-oh (tên khai sinh Jung Jae-hyun, Hangul: 정윤오, Hanja: 鄭閏伍, Hán-Việt: Trịnh Nhuận Ngũ, sinh ngày 14 tháng 2 năm 1997), thường được biết đến với nghệ danh Jaehyun, là một nam ca sĩ và diễn viên người Hàn Quốc. Anh là thành viên của nhóm nhạc nam NCT, nhóm nhỏ NCT U, NCT 127 và NCT DoJaeJung do SM Entertainment thành lập và quản lý.

## Tiểu sử
Jaehyun được sinh ra vào ngày 14 tháng 2 năm 1997 tại Seoul, Hàn Quốc. Tên khai sinh của anh là Jung Jae-hyun nhưng đã đổi tên thành Jung Yoon-oh sau khi học hết cấp hai. Anh từng sống cùng bố mẹ tại bang Connecticut, Hoa Kỳ trong 4 năm từ khi 10 tuổi nên anh có thể nói tiếng Anh trôi chảy. Sau khi trở lại Hàn Quốc, Jaehyun theo học trường Tiểu học và Trung học Shindong. Anh cũng từng theo học trường cấp ba Apgujeong trước khi chuyển đến trường Trung học Biểu diễn Nghệ thuật Seoul (SOPA). Anh tốt nghiệp SOPA vào năm 2016.

## Sự nghiệp

### 2012–2016: Trước khi ra mắt
Năm 2012, Jaehyun trở thành thực tập sinh của SM Entertainment sau khi được tuyển chọn khi đang học cấp hai. Anh được giới thiệu với công chúng với tư cách là thành viên của SM Rookies, một nhóm các thực tập sinh của SM Entertainment vào tháng 12 năm 2013. Năm 2014, Jaehyun cùng các thành viên khác của SM Rookies xuất hiện trên chương trình truyền hình thực tế EXO 90:2014 của EXO. Từ ngày 21 tháng 1 đến ngày 1 tháng 7 năm 2015, Jaehyun và Doyoung, một thành viên khác của SM Rookies, là dẫn chương trình cho Show Champion, chương trình âm nhạc hàng tuần của đài MBC. Anh cũng xuất hiện trên chương trình The Mickey Mouse Club của kênh Disney Channel Hàn Quốc.

### 2016–2018: Ra mắt với NCT
Tháng 4 năm 2016, Jaehyun ra mắt với tư cách thành viên của NCT cũng như nhóm nhỏ đầu tiên của NCT, NCT U. Cũng trong tháng 4, Jaehyun cùng hai thành viên khác của NCT là Taeil và Doyoung phát hành đĩa đơn nhạc số "Without You". Tháng 7 năm 2016, Jaehyun trở thành thành viên nhóm nhỏ thứ hai của NCT, NCT 127. Anh đã tham gia viết lời cho đĩa đơn đầu tay của nhóm, "Fire Truck".
Tháng 3 năm 2017, Jaehyun và thành viên cùng nhóm Johnny bắt đầu dẫn chương trình cho NCT's Night Night, chương trình phát thanh mới của Power FM. Tháng 11 năm 2017, Jaehyun phát hành bài hát solo "Try Again", một bản pop ballad với sự góp mặt của ca sĩ-nhạc sĩ d.ear, thông qua dự án âm nhạc SM Station của SM Entertainment. Cũng trong tháng 11, Jaehyun xuất hiện trong video âm nhạc cho bài hát "The Little Match Girl" của Wendy và Baek A Yeon.
Tháng 1 năm 2018, Jaehyun, Doyoung và Taeil phát hành bài hát "Timeless" thuộc dự án SM Station. Tháng 9 năm 2018, Jaehyun và Taeil phát hành bài hát nhạc phim "New Dream" cho web drama Dokgo Rewind.
Tháng 8 năm 2019, Jaehyun và Doyoung phát hành bài hát nhạc phim "New Love" cho phim Best Mistake.

### 2019–nay: Hoạt động solo, sự nghiệp diễn xuất
Từ ngày 20 tháng 10 năm 2019 đến ngày 28 tháng 2 năm 2021, Jaehyun là người dẫn chương trình cho Inkigayo, chương trình âm nhạc hàng tuần của đài SBS, bên cạnh Minhyuk (Monsta X) và Naeun (April). Tháng 12 năm 2019, Jaehyun, Taeil, Doyoung và Haechan phát hành bản ballad "Coming Home" thông qua dự án "Station X 4 Loves for Winter (2019 SM Town Winter)".
Tháng 8 năm 2020, Jaehyun được thông báo là sẽ thủ vai nam chính Cha Min-ho trong bộ phim truyền hình Dear.M của kênh KBS2, dự kiến phát sóng vào đầu năm 2021.

## Danh sách đĩa nhạc

### Đĩa đơn
| Tên                                                                                         | Năm      | Thứ hạng cao nhất | Thứ hạng cao nhất | Doanh số | Album                         |          |          |
| Tên                                                                                         | Năm      | HQ Gaon           | Mỹ World          | Doanh số | Album                         |          |          |
| Cộng tác                                                                                    | Cộng tác | Cộng tác          | Cộng tác          | Cộng tác | Cộng tác                      | Cộng tác | Cộng tác |
| ------------------------------------------------------------------------------------------- | -------- | ----------------- | ----------------- | -------- | ----------------------------- | -------- | -------- |
| "Without You" (với Taeil và Doyoung)                                                        | 2016     | —                 | —                 | —        | Đĩa đơn không nằm trong album |          |          |
| "Try Again" (với d.ear)                                                                     | 2017     | —                 | —                 | —        | Đĩa đơn không nằm trong album |          |          |
| "Timeless" (với Taeil và Doyoung)                                                           | 2018     | —                 | —                 | —        | Đĩa đơn không nằm trong album |          |          |
| "Coming Home" (với Taeil, Doyoung và Haechan)                                               | 2019     | —                 | —                 | —        | Đĩa đơn không nằm trong album |          |          |
| Bài hát nhạc phim                                                                           |          |                   |                   |          |                               |          |          |
| "New Dream" (với Taeil)                                                                     | 2018     | —                 | —                 | —        | Dokgo Rewind OST              |          |          |
| "New Love" (với Doyoung)                                                                    | 2019     | —                 | —                 | —        | Best Mistake OST              |          |          |
| "—" cho biết bài hát không lọt vào bảng xếp hạng hoặc không được phát hành tại khu vực này. |          |                   |                   |          |                               |          |          |

## Phim đã tham gia

### Phim truyền hình
| Năm | Tên     | Vai        | Kênh    | Bạn diễn     | Ghi chú          |
| --- | ------- | ---------- | ------- | ------------ | ---------------- |
| TBA | Dear. M | Cha Min-ho | KBS 2TV | Park Hye-soo | Bộ phim đầu tiên |

### Chương trình truyền hình
| Năm       | Tên      | Kênh | Vai trò          | Ghi chú                                      |
| --------- | -------- | ---- | ---------------- | -------------------------------------------- |
| 2019–2021 | Inkigayo | SBS  | Dẫn chương trình | cùng với Minhyuk (Monsta X) và Naeun (April) |